# Celine Brun-Lie

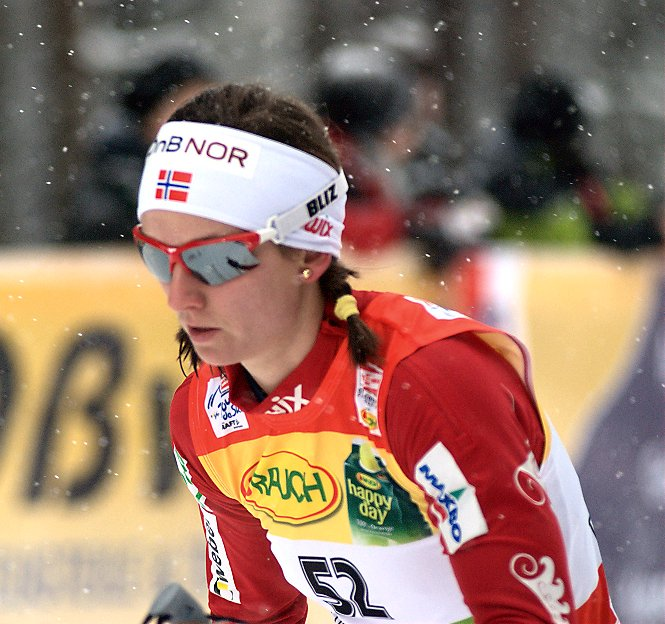
Celine Brun-Lie på Tour de Ski 2010.

Celine Brun-Lie, född den 18 mars 1988 i Oslo, är en norsk längdåkare som tävlat i världscupen sedan 2007.
Brun-Lie deltog i VM 2009 där hon tävlade i sprint och slutade på en tolfte plats. I världscupen har hon som bäst blivit tvåa i en sprinttävling vilket hon blev i Davos i december 2008. Under VM i Falun 2015 meddelade Brun-Lie att hon skulle avsluta karriären efter säsongen 2014/2015.
Hon är äldre syster till skidskytten Thekla Brun-Lie.